# São José do Barreiro
São José do Barreiro é um município no leste do estado de São Paulo, na microrregião de Bananal. Sua população segundo o censo de 2022 era de 3 853 habitantes O município é formado pela sede e pelo povoado de Formoso.

## Estância turística
São José do Barreiro é um dos 70 municípios paulistas considerados estâncias turísticas pelo estado de São Paulo, por cumprirem determinados pré-requisitos definidos por Lei Estadual. Tal status garante a esses municípios uma verba maior por parte do estado para a promoção do turismo regional. Também, o município adquire o direito de agregar junto a seu nome o título de Estância Turística, termo pelo qual passa a ser designado tanto pelo expediente municipal oficial quanto pelas referências estaduais.

## História

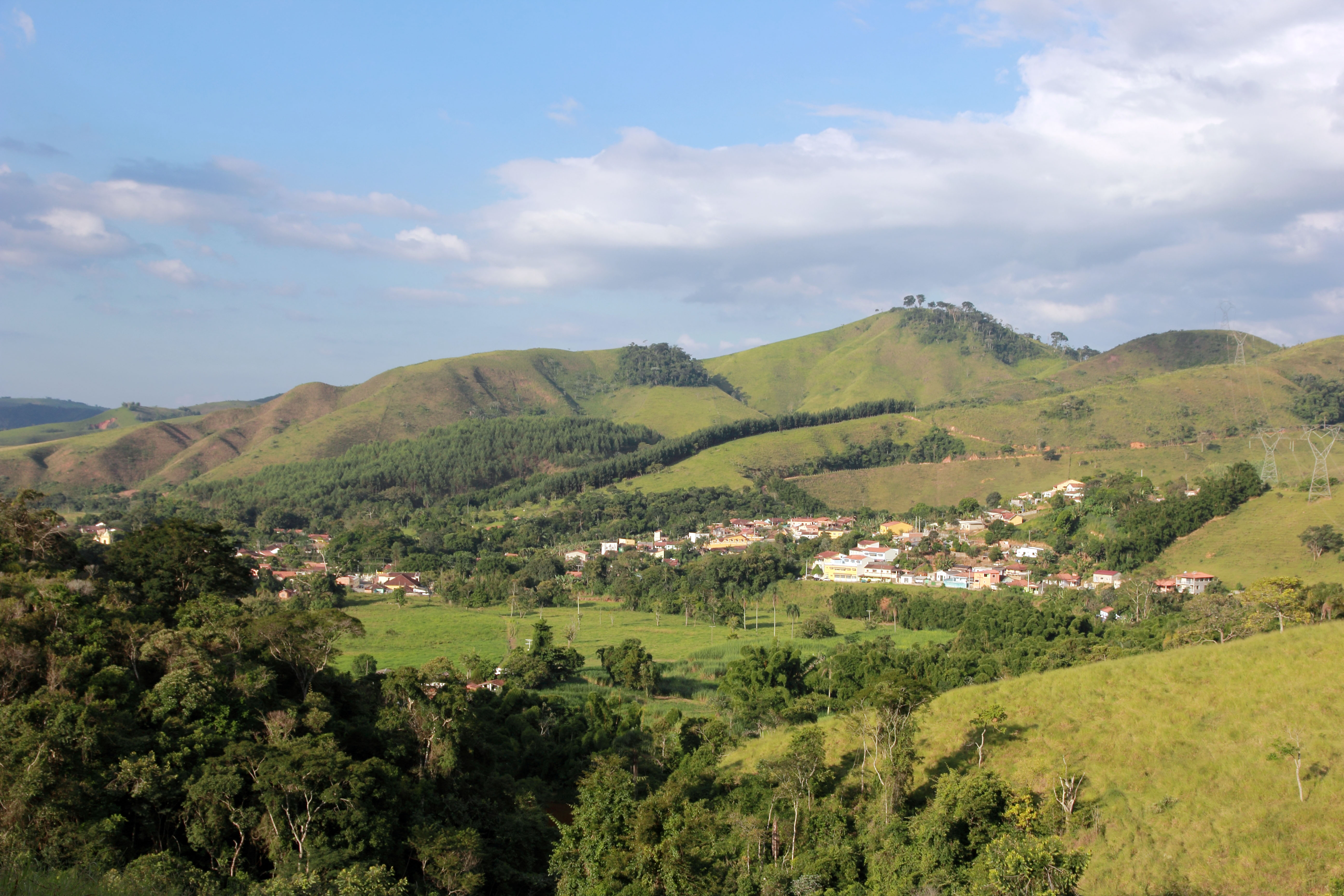
Vista da cidade

Pelo Porto de Mambucaba e pelo rio do mesmo nome, a partir do século XVII subiram os primeiros colonizadores fundando povoações. Também de Minas Gerais, em direção do mesmo Porto desciam a Serra da Bocaina e acabaram por se fixar ao longo do caminho. Entre eles, o Alferes José Gomes dos Santos, Sargento-mor João Ferreira de Souza e seus cunhados, Capitães Fortunato, José e João Pereira Leite, construíram uma capela, por volta de 1820, num local onde os tropeiros pousavam, próximo de um trecho do caminho de difícil passagem, devido ao permanente atoleiro. O coronel João Ferreira de Souza, filho do sargento-mor, em 1833, doou terras para formação do patrimônio. Sob a égide de São José, orago da capela, desenvolveu-se o patrimônio que, em 1842, foi elevado a freguesia, com o nome de São José do Barreiro, simplificado para Barreiro, em 1938, e novamente São José do Barreiro, em 1953. 
Era também passagem de tropeiros e, devido a um atoleiro que na época das cheias dificultava a passagem, foram construídos vários ranchos, surgindo aos poucos um vilarejo, logo foi erguida uma capela dedicada a São José e, assim, surgiu o nome São José do Barreiro. Com a chegada do café na região foram construídas inúmeras fazendas e casarões com muito luxo e requinte que, até hoje podem ser apreciados. A Fazenda Pau D'Alho recebeu D. Pedro em sua viagem para proclamar a Independência. Tombada como Patrimônio Histórico Nacional e Estadual em 1968; restaurada, é hoje, um marco histórico que se destina a atividades culturais e ecológicas. São José do Barreiro foi elevado a Município em 1859 e Estância Turística em 1998.

## Geografia
Possui uma área de 570,685 km².

### Hidrografia
- Represa do Funil
- Rio Mambucaba

### Rodovias
- SP-68
- SP-221

## Demografia

### População
| Crescimento populacional                             | Crescimento populacional | Crescimento populacional | Crescimento populacional |
| Ano                                                  | População Total          |                          | %±                       |
| ---------------------------------------------------- | ------------------------ | ------------------------ | ------------------------ |
| 1872                                                 | 5 669                    |                          |                          |
| 1890                                                 | 6 141                    |                          | 8,3%                     |
| 1900                                                 | 5 844                    |                          | −4,8%                    |
| 1910                                                 | 5 500                    |                          | −5,9%                    |
| 1920                                                 | 4 879                    |                          | −11,3%                   |
| 1925                                                 | 6 069                    |                          | 24,4%                    |
| 1934                                                 | 7 445                    |                          | 22,7%                    |
| 1937                                                 | 7 959                    |                          | 6,9%                     |
| 1940                                                 | 6 347                    |                          | −20,3%                   |
| 1946                                                 | 7 376                    |                          | 16,2%                    |
| 1950                                                 | 6 537                    |                          | −11,4%                   |
| 1958                                                 | 6 842                    |                          | 4,7%                     |
| 1960                                                 | 5 753                    |                          | −15,9%                   |
| 1970                                                 | 5 438                    |                          | −5,5%                    |
| 1980                                                 | 4 034                    |                          | −25,8%                   |
| 1991                                                 | 3 933                    |                          | −2,5%                    |
| 2000                                                 | 4 143                    |                          | 5,3%                     |
| 2010                                                 | 4 077                    |                          | −1,6%                    |
| 2022                                                 | 3 853                    |                          | −5,5%                    |
| Est. 2024                                            | 3 898                    | [ 10 ]                   | 1,2%                     |
| Fontes: Censos Demográficos IBGE e Estimativas SEADE |                          |                          |                          |

## Infraestrutura

### Comunicações
O sistema de telefones automáticos foi inaugurado na cidade em 1975 pela Telecomunicações de São Paulo (TELESP), que também implantou o sistema de discagem direta à distância (DDD) em 1987 com o código de área (0125). Anteriormente a cidade era atendida pela Companhia Telefônica Brasileira (CTB).
Na década de 90 o código DDD da cidade foi alterado para (012), para padronização do sistema telefônico com a telefonia celular que estava sendo implantada em todo o estado.

## Turismo
São José do Barreiro é um dos seis municípios que compõem a Região Turística Vale Histórico (junto a Silveiras, Queluz, Bananal, Areias e Arapeí). Entre os atrativos que a cidade apresenta ao turista estão as cachoeiras que se encontram no Parque Nacional da Serra da Bocaina, como a de Santo Izidro, de 90 metros, conhecida por sua altura e beleza. Ainda no parque, estão as cachoeiras das Posses e a do Veado, em meio a tantas outras.
Ainda no Parque Nacional, o turista irá encontrar o Pico do Tira Chapéu, de 2.088 metros de altitude, um dos dez picos mais altos do estado de São Paulo, como ponto culminante da Serra da Bocaina, onde o espetáculo à parte é apreciar o nascer e o pôr do sol.

## Religião
O Cristianismo se faz presente na cidade da seguinte forma:

### Igreja Católica
- A igreja faz parte da Diocese de Lorena.[20]

### Igrejas Evangélicas
Entre as igrejas protestantes históricas, pentecostais e neopentecostais, encontram-se na cidade:
- Assembleia de Deus Ministério do Belém.[23][24]
- Congregação Cristã no Brasil.[25]
- Igreja Batista em São José do Barreiro.